# Casa dels Templers
Casa dels Templers és una obra del municipi d'Aiguaviva (Gironès) declarada bé cultural d'interès nacional.

## Descripció
En el seu origen era un casal fortificat, i actualment és un casal del segle xvi amb la capella romànica de Santa Magdalena. Aiguaviva de Gironès tingué un establiment de l'orde del Temple, poc interessant des del punt de vista casteller, car fou mansió d'índole agrícola. L'edifici encara subsisteix, amb igual servei utilitari, i la gent dels voltants l'anomena "el Temple".

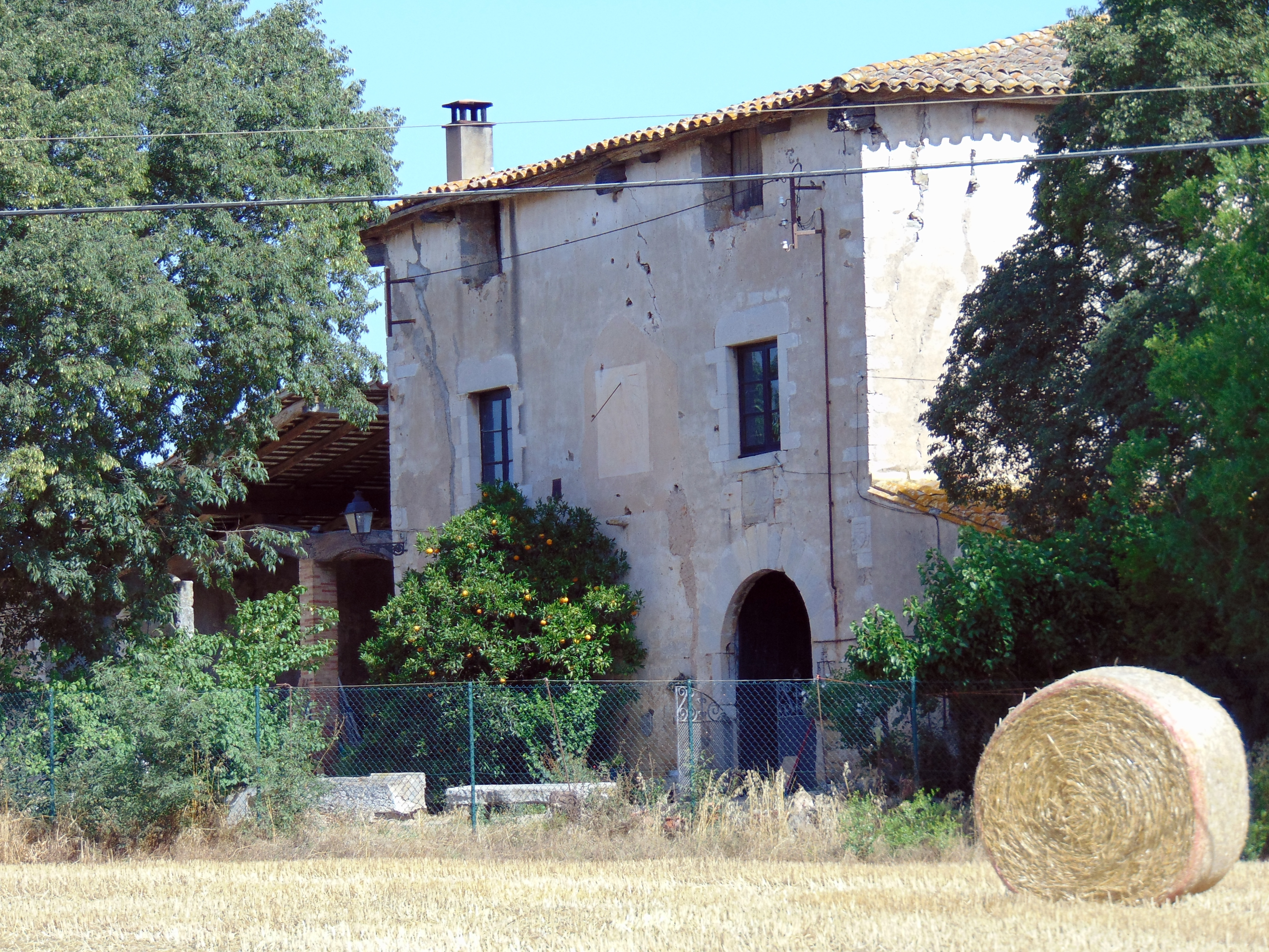
El Temple d'Aiguaviva

El cos principal va patir reformes al segle xvi i només es conservà de l'antiga planta la porta principal, a sobre la qual hi ha esculpit un escut dividit en dos quarters separats per un rosetó.Al primer hi ha un escut de l'Orde i a l'altre una casa senyorial. Als costats de l'escut hi ha una creu a cada banda i a sota una inscripció amb caràcters gòtics. Hi ha un gran pati que separa aquest cos principal dels altres edificis destinats al ramat i a magatzems.

## Història
La Comanda d'Aiguavivafou una de les Comandes catalanes de l'orde del Temple, amb seu a la masia avui dia coneguda amb el nom del “Temple de Santa Magdalena”, a tocar de Vilablareix. És mínima la documentació d'època templera que es coneix sobre aquesta comanda.
Segons Miret i Sans, en els primers temps de la casa templera d'Aiguaviva el comanador no es titulava “comanador d'Aiguaviva” sinó “comanador de la batllia de Girona”, com es pot veure en una escriptura de venda de terra, atorgada el 1192 per Ramon Lledó i els seus germans a l'orde del Temple: “vendo tibi Berengario de Arboribus, comendatore gerundensium baiulie in honore Militie et domui milite de Aquaviva”. Pocs anys després, el 1209, els consorts Berenguer de Salt i Beatriu, per remei de les seues ànimes, fundaven una llàntia a l'altar de la Mare de Déu de la capella dels templers d'Aiguaviva. I, uns dies més tard, els mateixos cònjuges veneren al Temple el molí de Cellers, del riu Ter. En aquest document Berenguer d'Arbós ja prenia el títol de “comanador d'Aiguaviva”. Fins aquí les notícies recollides en la magna obra de Miret. Forey, sense donar referència documental ni dedicar-li cap comentari, cita una dependència d'Aiguaviva anomenada Libiano. És un edifici documentat el 1209. La "domus militie de Aquaviva" del 1245, amb capella dedicada a santa Magdalena, es convertí, després del mal borràs templer, en la "domus hospitaleris ierosolimitani de Aquaviva" del 1362. L'església parroquial d'Aiguaviva està dedicada a la degollació de Sant Joan Baptista. El canvi d'advocació es va fer cap al 1246.
Amb la desaparició del Temple el 1318, la comanda va passar a l'orde de l'Hospital de Sant Joan. Segons la documentació d'aquest orde (que és ja molt abundant), al segle xvii la Comanda d'Aiguaviva tenia: “la casa dita del Temple de Santa Magdalena» i una peça de terra de 25 vessanes (una vessana = 22 àrees aproximadament). Posseïa també diversos terrenys cedits en emfiteusi i altres que pagaven delmes. Al terme d'Aiguaviva i els circumveïns, la casa recol·lectava cada any 54 quarteres de blat, i també posseïa drets sobre nombrosos masos que li produïen beneficis: el mas de Morrofet d'Aiguaviva, la Boxera, la Tordarola, la Coromina (de quinze vessanes), el mas Garrofa d'Aiguaviva, el mas Madrenys d'Aiguaviva, el Camp del Temple de Vilablareix, dos camps d'Aiguaviva anomenats Sotal i de les Serres, i el mas Salvà de Campllong. La comanda posseïa també terres disperses pels termes de Caldes de Malavella, Llagostera, Palafrugell, i una casa a la ciutat de Girona.
L'any 1583, una butlla expedida pel Gran Mestre de Malta facultava la unió oficial de les quatre comandes gironines de l'orde de l'Hospital (Aiguaviva, Castelló d'Empúries, Avinyonet i Sant Llorenç de les Arenes).

## Arquitectura

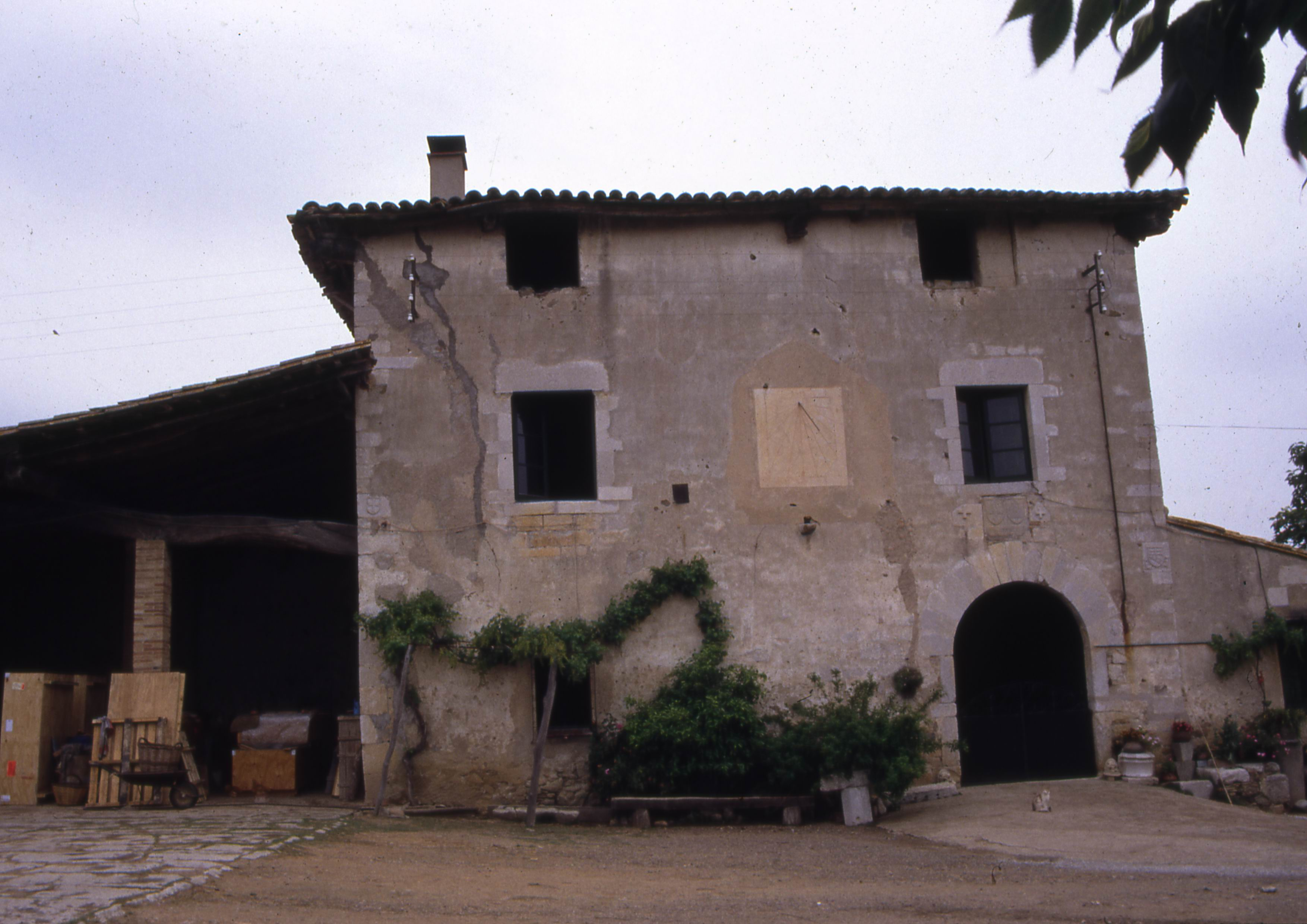
Aiguaviva de Gironès (Gironès). "El Temple d'Aiguaviva", nom en què es coneix actualment la casa que fou seu de la comanda templera.

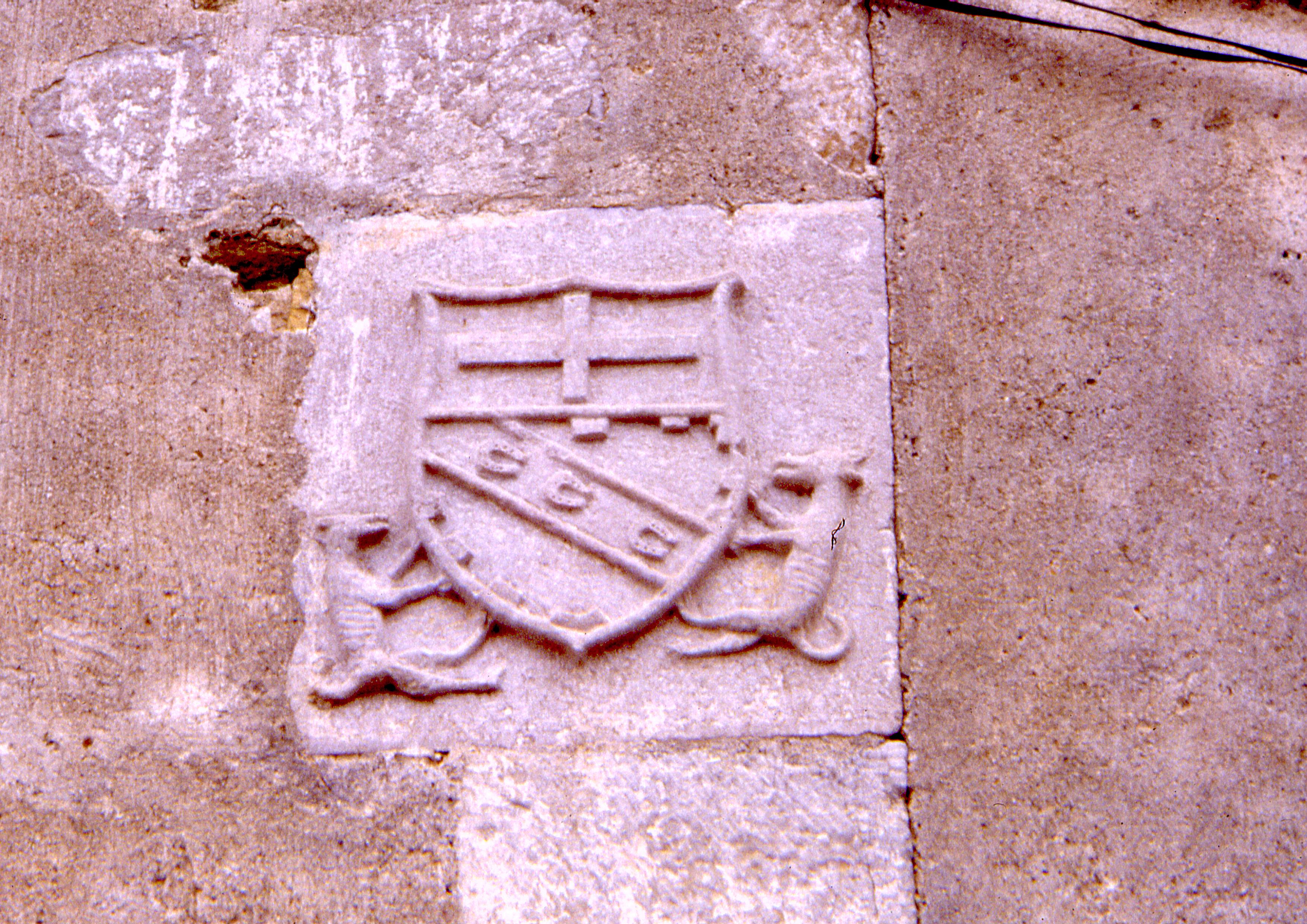
Aiguaviva de Gironès (Gironès). Escut heràldic d'un comanador hospitaler de la casa del llinatge Ferrer.

L'edifici té l'aspecte d'un casal modern, però a l'interior s'endevinen estructures medievals. Sobretot presenta l'aparença que van imprimir-li unes importants obres de finals del segle xvi fetes pel comanador Gaspar Ferrer, l'escut del qual decora la façana. A la llinda de la porta principal hi ha una inscripció amb lletra del segle xv mutilada, il·legible i dos escuts -un de l'orde de l'Hospital i l'altre d'un dignatari de l'orde. La descripció de l'edifici que fa una visita prioral de 1660, tant de l'interior com de l'exterior, reflecteix pràcticament l'estat actual de la casa.
Té planta rectangular amb la façana al costat curt, orientat a migdia. La porta principal de mig punt adovellada i desplaçada al costat dret. A l'entrada, un ampli vestíbul i al costat, una gran estança dividida longitudinalment per un mur diafragmat de tres arcades. La peça principal de la planta noble, la sala, té les mateixes mides que el vestíbul i dues finestres a cada façana. A la banda de la dreta hi ha habitacions. La golfa, anys enrere havia estat una galeria de solana oberta als quatre vents; avui té cegades la major part de les finestres. La coberta és la típica teulada de teula àrab a quatre vents i amb ràfecs. A ponent de la casa hi ha magatzems per a farratges i a tramuntana, corrals, pallisses i la capella. La capella és petita i la planta en forma d'L, estructura rara potser deguda a restauracions modernes. Té una porta de punt rodó adovellada i al damunt una espadanya.
Amb tota probabilitat la casa fou saquejada per les tropes napoleòniques, abans de ser desamortitzada. Pel que fa a la capella, fou novament saquejada durant l'inici de la Guerra Civil espanyola.

## Comanadors templers[9]
- Berenguer d'Arbós (1192- març 1213),
- Joan d'Agde (juny 1237),
- Dominic (abril 1239),
- Cabot (maig 1246),
- Bernat de Motllor (1252),
- Berenguer de Calaca (1265),
- Pere de Cànoves (1272-1288),
- Guillem d'Abellars (1293),
- Berenguer de Vallverd (1303),
- Guerau de Regàs (1305)

## Comanadors hospitalers[10]
- Berenguer de Flassà (1322-1323)
- Albert Sabellà (1331)
- Ramon de Candell (1336-1340)
- Ramon de Vilademany (1343-1348)
- Ermengol de Santfeliu (1362)
- Bernat Gallart (1372)
- Berenguer Batlle (1392-1408)
- Gabriel de Gualbes (1414-1419)
- Guillem Seguer (1451)
- Guillem de Jou (1477-1482)
- Vidal Claramunt (1499)
- Joanot Ferrer (1512)
- Mateu Ferrer (1545-1548)
- Joanot de Torrelles (1577-1579)
- Felip d'Olms (1610), que també ho era d'Avinyonet.
- Joan Miquel Fuster (1623)
- Nicolau Serra (1627)
- Pelai Quint (1647-1655)
- Arnau Serralta (1664-1666)
- Salvador Olesa (1673-1676)
- Dídac de Serralta (1687)
- Geroni de Ribes (1700-1702)
- Josep de Vilallonga i Saportella (1715-1725)
- Magí Anton de Vilallonga (1742-1763)
- Nicolau Puigdorfila (1768)
- Jordi Serra (1792)
- Jaume de Camprodon (1797-1804)